# Sven Svensson (journalist)
Sven Svensson, född den 22 februari 1926, död den 16 april 2015, var en svensk journalist.

## Biografi
Sven Svensson inledde sin journalistbana på Hudiksvallsposten, där han arbetade mellan 1946 och 1947. År 1948 var han verksam i London. Därefter anställdes han vid Göteborgs Handels- och Sjöfarts-Tidning (GHT) och blev under 1950-talet tidningens Stockholmsredaktör.
Sven Svensson var politisk reporter på Dagens Nyheter mellan 1960 och 1991, bland annat som chef för DN:s redaktion för bevakning av inrikespolitik, och från början av 1990-talet krönikör på tidskriften Tempus. Det uppdraget behöll han fram till sin död.
Förre statsministern Göran Persson jämförde i ett av sina TV-samtal med Erik Fichtelius äldre tiders DN-journalister med nutidens, och sa med speciell hänvisning till Henrik Brors, som Persson var mycket kritisk mot: "Tidigare figurer där som Sven Svensson och Åke Ekdahl och vad de heter, de har ändock kunnat lite politik". Persson sa även att han trodde att Sven Svensson, till skillnad mot Brors "...någon gång kunde refereras till ute på någon arbetarekommun, (av) någon som hade läst Dagens Nyheter..."
Författaren Björn Elmbrant beskriver i sin biografi över Thorbjörn Fälldin Sven Svensson som "en nestor bland riksdagsjournalisterna".